# Kauwen
Kauwen is de beweging van de mond, waarbij voeding door middel van de kiezen wordt fijngemalen. Daarbij worden speeksel en enzymen aan het voedsel toegevoegd, waarna het via de slokdarm naar de maag gaat om verder te worden verteerd. Het kauwen gebeurt door middel van de kauwspieren. Kauwen is het begin van de spijsvertering in het lichaam. Het vergroot het oppervlak van het voedsel waardoor enzymen sneller hun werk kunnen doen. Tijdens het kauwen wordt in de speekselklieren speeksel gevormd. Het speeksel bevat onder andere amylase, een enzym dat zetmeel afbreekt.
Kauwen op bijvoorbeeld kauwgom zou het concentratievermogen bevorderen, doordat de bloedtoevoer naar het hoofd stijgt.